# Рокледж (Флорида)
Рокледж (англ. Rockledge) — місто (англ. city) в США, в окрузі Бревард штату Флорида. Населення — 27 678 осіб (2020).

## Географія
Рокледж розташований за координатами 28°19′11″ пн. ш. 80°43′58″ зх. д. / 28.31972° пн. ш. 80.73278° зх. д. (28.319682, -80.732801).  За даними Бюро перепису населення США в 2010 році місто мало площу 34,77 км², з яких 30,94 км² — суходіл та 3,84 км² — водойми.

### Клімат
| Клімат : Рокледж                                   | Клімат : Рокледж | Клімат : Рокледж | Клімат : Рокледж | Клімат : Рокледж | Клімат : Рокледж | Клімат : Рокледж | Клімат : Рокледж | Клімат : Рокледж | Клімат : Рокледж | Клімат : Рокледж | Клімат : Рокледж | Клімат : Рокледж | Клімат : Рокледж |
| Показник                                           | Січ.             | Лют.             | Бер.             | Квіт.            | Трав.            | Черв.            | Лип.             | Серп.            | Вер.             | Жовт.            | Лист.            | Груд.            | Рік              |
| Абсолютний максимум, °C                            | 31,7             | 33,3             | 33,9             | 36,1             | 36,1             | 38,3             | 38,9             | 38,3             | 36,7             | 35,6             | 32,8             | 31,7             | 38,9             |
| Середній максимум, °C                              | 21,7             | 23,3             | 25,0             | 27,2             | 30,0             | 32,2             | 32,8             | 32,8             | 31,1             | 28,9             | 26,1             | 22,8             | 27,8             |
| Середній мінімум, °C                               | 9,4              | 11,1             | 12,8             | 15,6             | 19,4             | 22,2             | 22,8             | 22,8             | 22,8             | 20,0             | 15,6             | 11,7             | 17,2             |
| Абсолютний мінімум, °C                             | −8,3             | −2,8             | −3,9             | 1,7              | 8,3              | 12,8             | 15,6             | 15,6             | 14,4             | 5,0              | −1,1             | −6,1             | −8,3             |
| Норма опадів, мм                                   | 58               | 67               | 83               | 54               | 84               | 170              | 151              | 195              | 194              | 129              | 73               | 65               | 1323             |
| -------------------------------------------------- | ---------------- | ---------------- | ---------------- | ---------------- | ---------------- | ---------------- | ---------------- | ---------------- | ---------------- | ---------------- | ---------------- | ---------------- | ---------------- |
| Джерело: Weather Channel accessdate 29 лютого 2012 |                  |                  |                  |                  |                  |                  |                  |                  |                  |                  |                  |                  |                  |

## Демографія
Згідно з переписом 2010 року, у місті мешкало 24 926 осіб у 10 224 домогосподарствах у складі 7013 родин. Густота населення становила 717 осіб/км².  Було 11240 помешкань (323/км²).
Расовий склад населення:
| - 78,7 % — білих - 14,5 % — чорних або афроамериканців - 2,4 % — азіатів - 0,3 % — корінних американців - 0,1 % — вихідців з тихоокеанських островів - 1,4 % — осіб інших рас |

До двох чи більше рас належало 2,6 %. Частка іспаномовних становила 6,4 % від усіх жителів.
За віковим діапазоном населення розподілялося таким чином: 20,9 % — особи молодші 18 років, 61,5 % — особи у віці 18—64 років, 17,6 % — особи у віці 65 років та старші. Медіана віку мешканця становила 44,2 року. На 100 осіб жіночої статі у місті припадало 91,8 чоловіків;  на 100 жінок у віці від 18 років та старших — 88,7 чоловіків також старших 18 років.
Середній дохід на одне домашнє господарство  становив 69 627 доларів США (медіана — 57 346), а середній дохід на одну сім'ю — 82 172 долари (медіана — 68 983). Медіана доходів становила 51 810 доларів для чоловіків та 36 829 доларів для жінок. За межею бідності перебувало 9,0 % осіб, у тому числі 11,4 % дітей у віці до 18 років та 5,8 % осіб у віці 65 років та старших.
Цивільне працевлаштоване населення становило 11 713 осіб. Основні галузі зайнятості: освіта, охорона здоров'я та соціальна допомога — 25,1 %, роздрібна торгівля — 15,9 %, науковці, спеціалісти, менеджери — 12,2 %, мистецтво, розваги та відпочинок — 11,5 %.

## Відомі особистості
У поселенні народився:
- Керот Топ (* 1965) — американський комік і актор.